# Pherusa schmidtii
Pherusa schmidtii är en ringmaskart som först beskrevs av Annenkova-Chlopina 1924.  Pherusa schmidtii ingår i släktet Pherusa och familjen Flabelligeridae. Inga underarter finns listade i Catalogue of Life.